# Mount Hopeless (berg i Australien, Queensland)
Mount Hopeless är ett berg i Australien. Det ligger i regionen Murweh och delstaten Queensland, omkring 630 kilometer nordväst om delstatshuvudstaden Brisbane. Toppen på Mount Hopeless är 833 meter över havet, eller 237 meter över den omgivande terrängen. Bredden vid basen är 4,6 km.
Trakten runt Mount Hopeless är nära nog obefolkad, med mindre än två invånare per kvadratkilometer.. Det finns inga samhällen i närheten.
I omgivningarna runt Mount Hopeless växer huvudsakligen savannskog.  Genomsnittlig årsnederbörd är 708 millimeter. Den regnigaste månaden är februari, med i genomsnitt 134 mm nederbörd, och den torraste är april, med 15 mm nederbörd.